# Nunaariatjuaq Island
Nunaariatjuaq Island är en ö i Kanada.   Den ligger i territoriet Nunavut, i den östra delen av landet, 2 300 km norr om huvudstaden Ottawa. Arean är 10,6 kvadratkilometer.
Terrängen på Nunaariatjuaq Island är platt. Öns högsta punkt är 87 meter över havet. Den sträcker sig 4,6 kilometer i nord-sydlig riktning, och 4,4 kilometer i öst-västlig riktning.